# 竹崎孜
竹崎 孜（たけざき つとむ、1936年8月25日 - ）は、日本のスウェーデン学者。

## 略歴
台湾台北州台北市生まれ。1960年関西大学法学部卒、ストックホルム大学大学院法学部（国際法専攻）修了（修士）。外務省専門調査員（在スウェーデン日本大使館）、ストックホルム大学客員教授、鹿児島経済大学教授、埼玉大学教授を経て、常磐大学教授。現在も1年の半分近くをスウェーデンで暮らす。

## 著書
- 『スウェーデンの実験 人間社会はどこへ行くのか』1981 講談社現代新書
- 『生活保障の政治学 スウェーデン国民の選択』青木書店 1991
- 『スウェーデンはなぜ生活大国になれたのか』あけび書房 1999
- 『スウェーデンはなぜ少子国家にならなかったのか』あけび書房 2002
- 『スウェーデンはどう老後の安心を生み出したのか』あけび書房 2004
- 『スウェーデンの税金は本当に高いのか』あけび書房 2005
- 『貧困にあえぐ国ニッポンと貧困をなくした国スウェーデン スウェーデンはなぜ貧困をなくせたのか』あけび書房 2008

### 共編著
- 『あなたとわたしと人生』(スウェーデンの性教育テキスト 低学年用(7歳～9歳)久保秀史監修 母子衛生研究会 1975
- 『性教育』(スウェーデンの性教育テキスト 中学年(10歳～12歳)用)久保秀史監修 母子衛生研究会 1975
- 『性生活と共同生活性生活と共同生活-教育』 (スウェーデンの性教育テキスト 高学年用(13歳～15歳))久保秀史監修 母子衛生研究会 1975

## 論文
- <竹崎孜